# II Poznański Batalion Etapowy
II Poznański batalion etapowy – oddział wojsk wartowniczych i etapowych w okresie II Rzeczypospolitej pełniący między innymi służbę ochronną na granicy polsko-sowieckiej.

## Formowanie i zmiany organizacyjne
Formowanie batalionu rozpoczęto na przełomie 1918-1919. Otrzymał on nazwę okręgu generalnego, w którym powstał i kolejny numer porządkowy oznaczany cyfrą rzymską. Do batalionu wcielono żołnierzy starszych wiekiem i o słabszej kondycji fizycznej. Oficerowie i podoficerowie nie mieli większego doświadczenia bojowego. Batalion nie posiadał broni ciężkiej, a broń indywidualną żołnierzy stanowiły stare karabiny różnych wzorów z niewielką ilością amunicji. We wrześniu 1919 dowództwo batalionu stacjonowało w Mińsku. Wiosną 1920 batalion podlegał Dowództwu Okręgu Etapowego „Mińsk”. We wrześniu batalion wchodził w skład IVa Brygady Etapowej. Dowództwo baonu oraz 1. i 3. kompania stacjonowała w Janowie Podlaskim przy Dowództwie Powiatu Etapowego Janów, natomiast 2. kompania w Wysokiem Litewskim. Stan baonu wynosił wówczas 2 oficerów, 4 podchorążych i 223 szeregowców . W październiku 1920 zreorganizowano brygady etapowe 4 Armii. Batalion pozostał w składzie IVa Brygady Etapowej.
W lutym 1921 bataliony etapowe przejęły ochronę granicy polsko-rosyjskiej. Początkowo pełniły ją na linii kordonowej, a w maju zostały przesunięte bezpośrednio na linię graniczną z zadaniem zamknięcia wszystkich dróg, przejść i mostów. W 1921 bataliony etapowe ochraniające granicę przekształcono w bataliony celne.

## Służba kordonowa
W grudniu 1919 batalion przydzielony został do dyspozycji Frontu Litewsko-Białoruskiego. Ochraniał linie kolejowe Mińsk-Borysów i Mińsk-Bobrujsk-Osipowicze-Słuck. We wrześniu 1920 podlegał DOE 5 Armii, a po jej likwidacji był w składzie IVa Brygady Etapowej. Od 24 września 1920 ochraniał linię kolejową Brześć-Czeremcha-Bielsk i Czeremcha-Hajnówka. W styczniu 1921 był w dyspozycji DPE „Prużany", a jego kompanie stacjonowały w Białowieży, Szerszowej i Prużanach. Do marca 1921 stacjonował w Berezie Kartuskiej, a jego dowództwo było zarazem dowództwem odcinka kolejowego Brześć-Baranowicze. Od 17 do 24 marca w rejonie Nieświeża w ochraniał stację kontrolną i odcinek kordonu od  Niemna do Sołtanowszczyzny. W tym czasie dowództwo batalionu stacjonowało w folwarku Rudawka i podlegało Dowództwu Odcinka Kordonowego „Baranowicze". 14 marca 1921 batalion otrzymał zadanie ściągnąć wszystkie swoje posterunki i przegrupować się do Nieświeża.  
Od 1 maja batalion podlegał DOE 2 Armii. 

## Dowódcy batalionu
- por. tab. Franciszek Leon Jezierski[a] (był we IX 1920 i V 1921[14])

## Struktura organizacyjna
| Organizacja batalionu w lutym 1921     | Organizacja batalionu w lutym 1921 | Organizacja batalionu w lutym 1921 |
| pododdział                             | miejsce stacjonowania              | dowódca                            |
| -------------------------------------- | ---------------------------------- | ---------------------------------- |
| 1 kompania etapowa                     | Tewle                              |                                    |
| 2 kompania etapowa                     | Bereza Kartuska                    |                                    |
| 3 kompania etapowa                     | Prużany                            |                                    |
| 4 kompania etapowa                     | Linowo                             |                                    |
| Organizacja batalionu 23 kwietnia 1921 |                                    |                                    |
| pododdział                             | miejsce stacjonowania              | dowódca                            |
| dowództwo batalionu                    | Rudawka                            | por. Franciszek Leon Jezierski     |
| 1 kompania etapowa                     | Gowiczna                           | chor. Kupczyk                      |
| 2 kompania etapowa                     | Rudawka                            | chor. Jankowski                    |
| 3 kompania etapowa                     | Rudawka                            | chor. Franc                        |
| 4 kompania etapowa                     | Gowiczna                           | chor. Niewiejski                   |